# Is This It
Vous lisez un « article de qualité » labellisé en 2014.
Albums de The Strokes
The Modern Age
(2001) Room on Fire
(2003)
Singles
1. Hard to Explain
Sortie : 25 juin 2001 (Europe)/30 avril 2002 (Amérique)
2. Last Nite
Sortie : 5 novembre 2001
3. Someday
Sortie : 23 septembre 2002

Is This It est le premier album studio du groupe new-yorkais de rock indépendant The Strokes, sorti le 27 août 2001 en Europe, sur le label Rough Trade Records et le 9 octobre 2001 aux États-Unis, sur le label RCA. Il fait suite à leur premier EP The Modern Age, publié quelques mois plus tôt. Julian Casablancas écrit et compose seul quasiment tous les morceaux et le groupe commence à enregistrer en mars 2001 avec le producteur Gil Norton. Mais leur collaboration est jugée insatisfaisante par la formation et c'est finalement Gordon Raphael, déjà producteur de The Modern Age, qui poursuit l'enregistrement dans un studio à Manhattan.
Sur la version américaine, le morceau New York City Cops, dans lequel Julian Casablancas se moque de la police de New York, est remplacé par When It Started, pour éviter toute polémique au lendemain des attentats du 11 septembre 2001. La pochette diffère également de la version européenne : la photographie de Colin Lane d'une main gantée de cuir posée sur une fesse et une hanche de femme nue est remplacée par une illustration inspirée d'images microscopiques de collision de particules.
Pour promouvoir l'album, trois singles en sont extraits : Hard to Explain, Last Nite et Someday. Le groupe donne également de nombreux concerts dans le monde entier, qui affichent rapidement complets. Is This It connaît un certain succès commercial puisque, fin 2003, plus de 2 000 000 d'exemplaires ont été vendus à travers le monde, ce qui lui permet d'être certifié disque de platine dans plusieurs pays.
L'album est également un succès critique et est considéré comme une œuvre majeure de l'année 2001, de la décennie 2000-2009 et même de l'histoire du rock. Album précurseur du renouveau garage rock au début du millénaire, il a influencé et permis l'émergence d'une nouvelle vague de groupes rock, à une époque où l'industrie musicale était surtout tournée vers les musiques électroniques et le hip-hop.

## Genèse
À la fin de l'année 2000, les démos du groupe retiennent l'attention de Ryan Gentles, dénicheur de talent au Mercury Lounge, une salle de spectacle new-yorkaise. Il programme alors la formation pour quatre concerts en décembre. Avec le soutien de JP Bowersock, leur mentor et l'ancien professeur de guitare de Nick Valensi et Julian Casablancas, et du producteur Gordon Raphael, ils enregistrent trois nouveaux morceaux qui figureront plus tard sur Is This It : The Modern Age, Barely Legal et Last Nite. Geoff Travis, fondateur du label Rough Trade, aurait entendu leurs morceaux par téléphone et, à la suite de cette écoute, aurait rapidement décidé de faire signer le groupe sur son label. En 2001, la maison de disques publie un EP avec les trois chansons, The Modern Age, qui enchante la presse spécialisée. Les jeunes musiciens se lancent alors dans une tournée britannique affichant complet. Ryan Gentles quitte son emploi au Mercury Lounge pour devenir leur manager à plein-temps et obtient leur signature en mars 2001 sur le label RCA, après un long combat entre les deux labels, qui a fait monter les enchères.

## Enregistrement et production

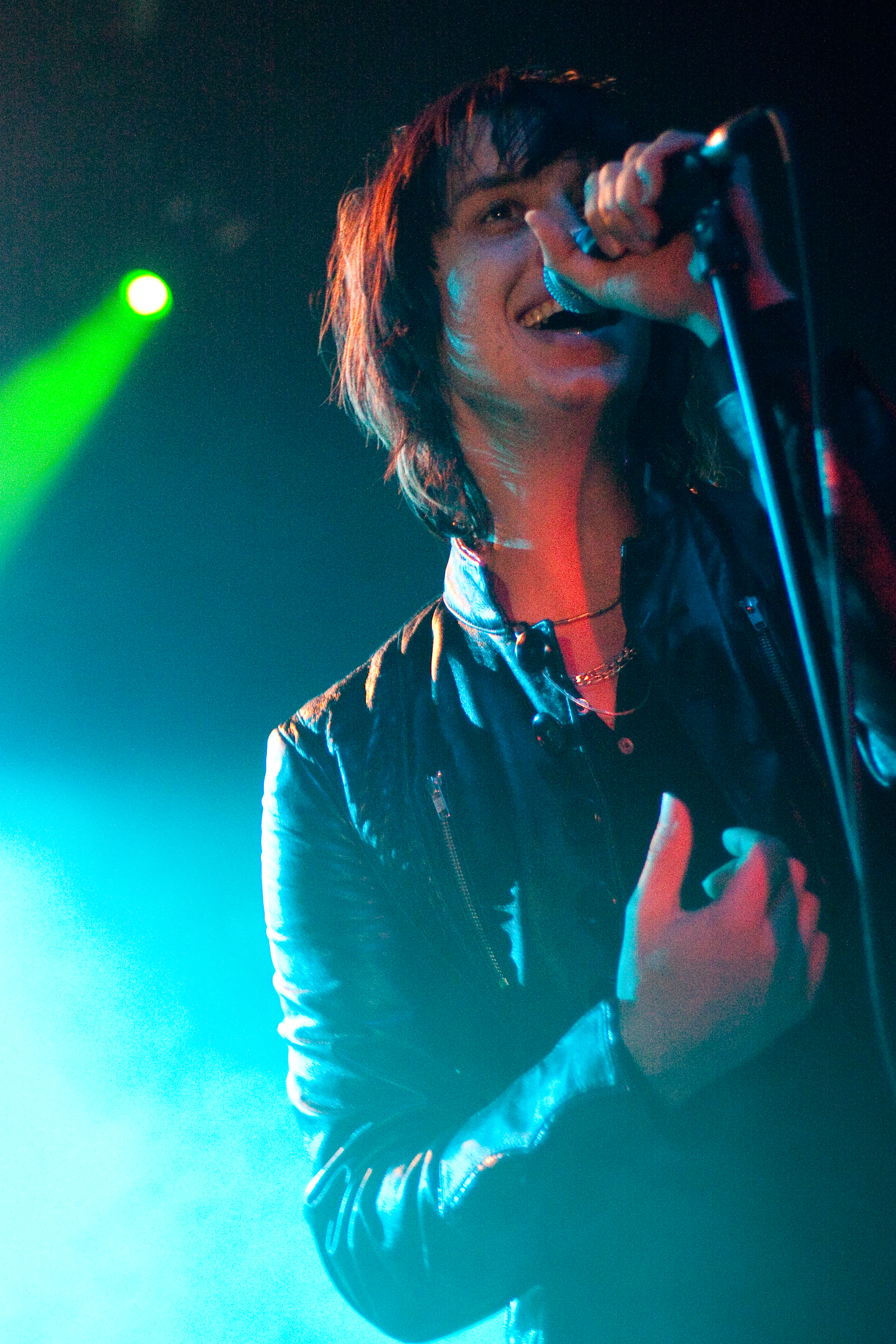
Julian Casablancas, le chanteur des Strokes et compositeur de l'album.

Après avoir signé chez RCA, le groupe commence à travailler avec Gil Norton, producteur anglais ayant notamment collaboré sur plusieurs albums des Pixies. Après les premières sessions d'enregistrement à ses côtés, les cinq membres ne sont pas satisfaits du travail accompli, jugeant le son « trop propre » et « trop prétentieux ». Les trois morceaux enregistrés avec lui sont alors détruits. Finalement, Is This It, tout comme The Modern Age, est enregistré par Gordon Raphael dans l'East Village, quartier de Manhattan à New York. Le studio d'enregistrement est situé au sous-sol d'un vieil immeuble mal éclairé, mais qui bénéficie malgré tout d'une station audionumérique Pro Tools. Les Strokes apprécient cette modestie et entretiennent ainsi de bonnes relations de travail avec le producteur.
Avant de commencer l'enregistrement, le groupe et Raphael organisent une session avec les instruments apportés par Julian Casablancas et Albert Hammond Jr.. Une des conditions préalables à l'enregistrement de cet album est de partir dans une direction totalement différente de celle de l'industrie musicale de l'époque. Casablancas veut que Is This It sonne comme « un groupe du passé qui fait un voyage temporel dans le futur pour faire leur album ». La formation souhaite également que la majorité des chansons sonne comme si elles étaient jouées en live et que d'autres donnent l'impression d'une « production étrange avec l'utilisation de boîtes à rythmes, même si aucune boîte à rythmes n'était utilisée ». Ces morceaux sont réalisés un par un.
Pendant six semaines en studio, le groupe met l'accent sur la création d'un son sale, proche d'une production lo-fi, dans la lignée de formations comme Guided by Voices. En général, les chansons ne sont enregistrées qu'une seule fois, conformément à ce que Casablancas appelle l' « efficacité brute ». Des amplificateurs et des pédales de distorsion ProCo RAT pour guitare électrique sont parfois utilisés. Tout au long du processus de création et d'enregistrement, Raphael fait face à des imprévus comme lorsque le groupe est menacé d'être expulsé du studio ou comme quand le représentant de la section Artists and Repertoire de RCA n'aimait pas ce qui avait été enregistré et jugeait que l'album manquait de professionnalisme. Casablancas le persuade de leur laisser le contrôle total sur le reste de l'enregistrement en lui jouant certaines nouvelles chansons sur une radiocassette.

## Sortie et promotion

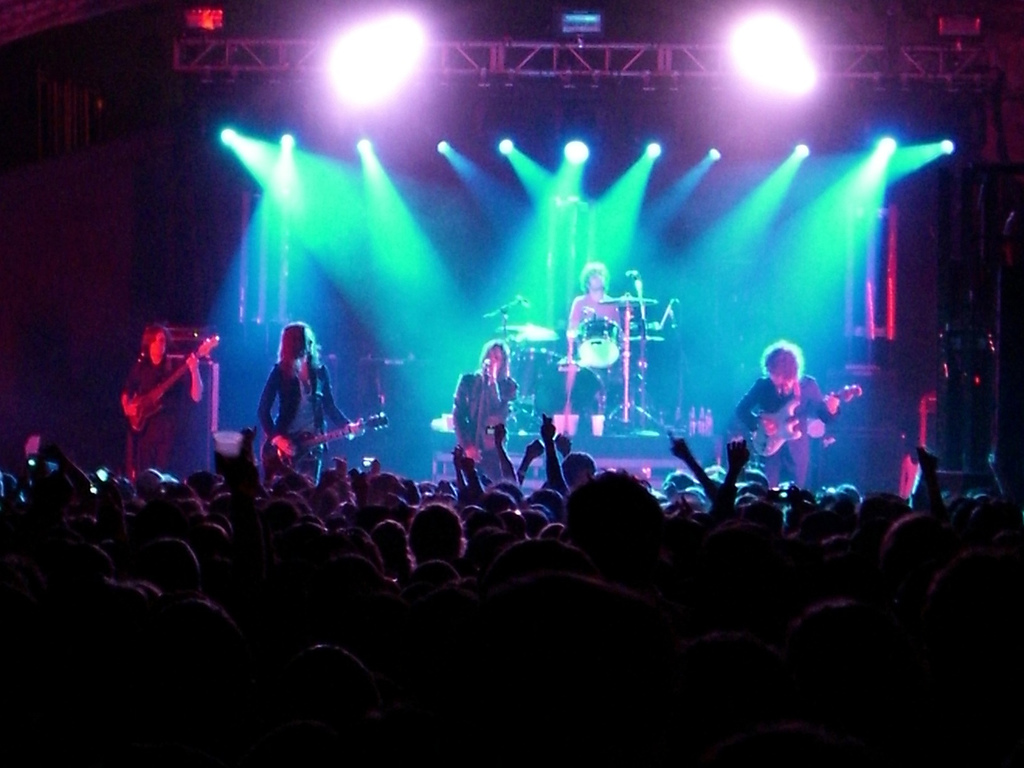
The Strokes en concert.

Une fois l'album achevé, les Strokes donnent des concerts à Philadelphie chaque mercredi du mois de mai 2001. Le nom des pistes de l'album est annoncé le 15 mai et une tournée au Royaume-Uni et en Irlande est également confirmée. Peu après, la plupart des concerts affichent complet.
Après celui de Glasgow, le 20 juin, Fabrizio Moretti fait une chute et est hospitalisé avec une main cassée. Deux des cinq derniers concerts qui devaient être joués au Royaume-Uni sont annulés et Matt Romano, un ami du groupe, remplace le batteur blessé pour ceux restants. Les morceaux Hard to Explain, New York City Cops et Last Nite, enregistrés en concerts, sont diffusés dans l'émission Top of the Pops le 6 juillet. Le groupe est également en tête d'affiche du festival T in the Park, en Écosse, le 7 juillet, après le retrait de Weezer. Une grande partie du mois de juillet est ensuite consacrée à des concerts sur la côte Ouest des États-Unis et du Canada.
Is This It sort le 30 juillet 2001 en Australie, pour tirer profit de la récente tournée du groupe dans le pays. L'album est également mis en streaming par le distributeur du groupe BMG Entertainment, sur des sites internet australiens, et l'écoute reste disponible même après la sortie du CD. Geoff Travis explique que l'Australie avait une « dérogation » et qu'une interdiction des exportations était mise en place pour s'assurer que le plan de sortie à l'échelle mondiale ne soit pas parasité. Au Japon, l'album sort le 22 août à la suite de deux concerts exceptionnels au Summer Sonic Festival, tandis que la date de sortie au Royaume-Uni, le 27 août, coïncide avec le Reading and Leeds Festivals. Les attentats du 11 septembre 2001 repoussent plusieurs concerts que le groupe devait donner à New York. La date de sortie, initialement prévue le 25 septembre, est aussi décalée au 9 octobre. Le morceau New York City Cops, dans lequel Julian Casablancas chante « Les flics de New York, ils ne sont pas très malins », est remplacé par un nouveau titre, When It Started, pour éviter toute polémique après que le groupe est « témoin de la courageuse réaction de la NYPD » aux attentats. Ce sont d'ailleurs les membres du groupe eux-mêmes qui choisissent l'éviction du titre, et non la maison de disques. La version vinyle conserve néanmoins la chanson originale.

## Caractéristiques artistiques

### Thèmes et composition

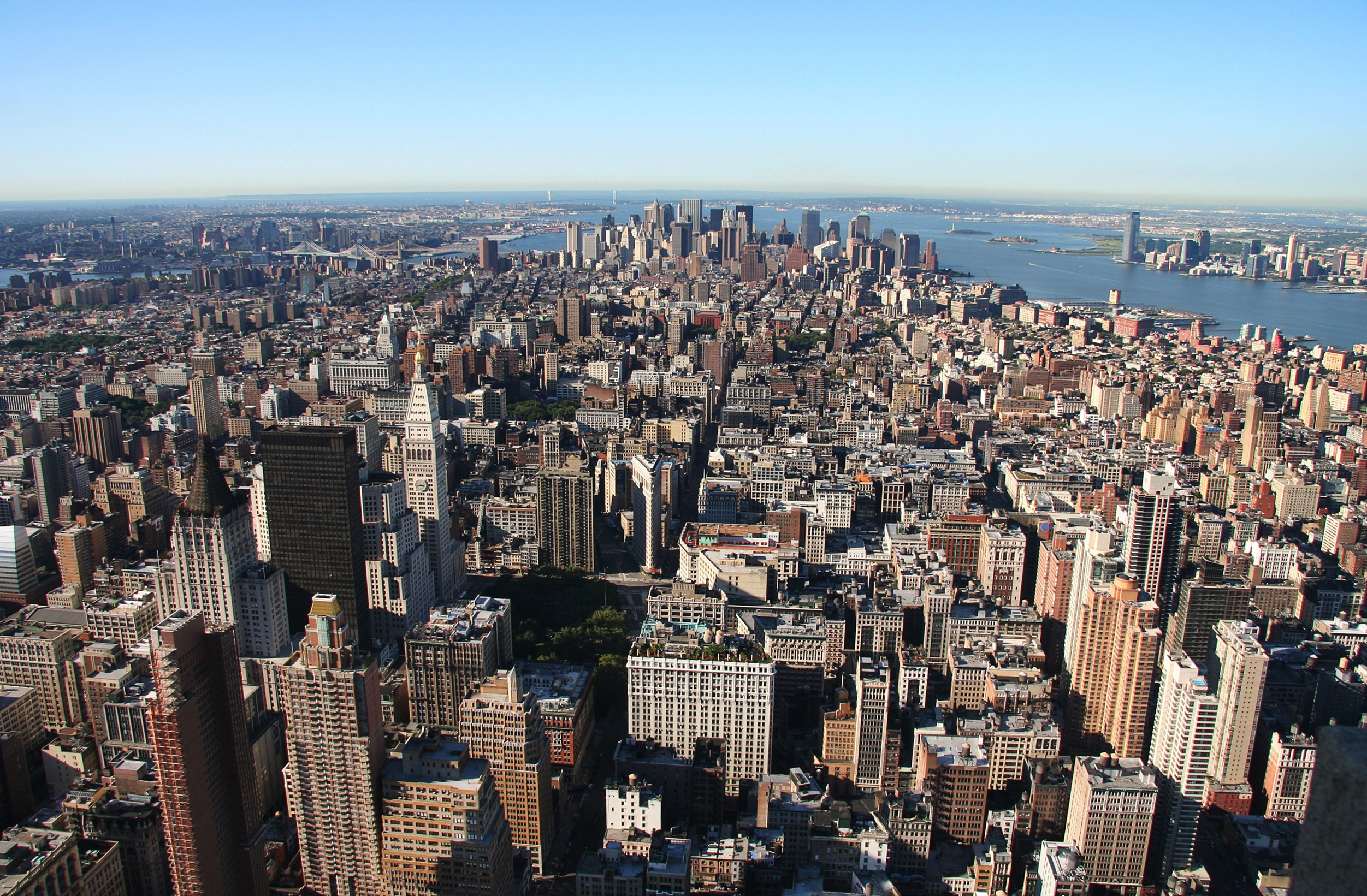
L'environnement new-yorkais influence la composition de l'album.

Concernant l'écriture et la composition de l'album, Julian Casablancas déclare : « quand j'étais petit, je voulais juste écrire de la musique qui puisse toucher les gens ». Il ajoute que le groupe souhaite écrire de la musique que les gens qui ne connaissent rien à la musique aimeront, et que les gens qui savent tout de la musique comprendront et apprécieront. À cela, le guitariste Albert Hammond Jr. ajoute qu'il ne veut pas que leurs chansons sonnent comme un « cake aux fruits », c'est-à-dire que leurs chansons aient des mélodies, mais des mélodies qui « envoient » (« melody that rocks »).
Les textes de Casablancas évoquent la vie à New York et les relations entre les habitants d'une telle métropole. Sur ce point, le chanteur a pris conscience, lors de l'enregistrement de l'album, que la musique créée par le groupe était totalement influencée par l'environnement new-yorkais. Il ajoute qu'il aime cette ville mais que « quand tu y es, tu as constamment l'impression que tu dois t'en échapper ». Il considère que la tension qui y est présente se traduit sans aucun doute sur le disque. The Modern Age est d'ailleurs une critique amère de l'étrangeté de la vie contemporaine. Le morceau Soma semble être une référence à la drogue homonyme, inventée par Aldous Huxley dans son roman d'anticipation Le Meilleur des Mondes. De son côté, Barely Legal raconte l'histoire d'une fille qui arrive à l'âge de sa majorité sexuelle et dont Casablancas veut « dérober l’innocence ». Alone, Together poursuit les allusions sexuelles avec une référence au cunnilingus, tandis que Hard to Explain traite de l'incommunicabilité. Le cri au début de New York City Cops est, quant à lui, à l'origine, une parodie du groupe Aerosmith. Durant les sessions d'enregistrement en studio, Casablancas insérait des morceaux avec des plaisanteries ou des traits d'esprit qui ont ensuite été utilisés pour le mixage de l'album.
Pour ce qui est de la musique, tous les morceaux de Is This It ont été mixés en utilisant au maximum onze pistes audio. Selon le guitariste Nick Valensi, l'album ne contient « ni stratagèmes ni pièges » pour faire aimer les compositions du groupe à celui qui écoute. Le disque débute par la chanson homonyme, caractérisée par une ligne de batterie simple, à la manière d'un métronome. Celle-ci est d'ailleurs récurrente sur tout le reste de l'album. Contenant l'un des tempos les plus lents, ce morceau est une tentative de ballade de la part du groupe. The Modern Age, qui suit, contient un riff accompagné par une ligne de batterie complémentaire. Le couplet staccato du morceau est suivi par un refrain entraînant et un solo de guitare. Le titre Soma a un rythme saccadé et se termine comme il commence, par les mêmes lignes de guitare et de chimes, pouvant rappeler la rythmique de Talking Heads. Barely Legal contient une des plus douces mélodies de guitare de l'album, inspirée par la britpop, aussi bien que les lignes de batteries qui évoquent le son des premières boîtes à rythmes des années 1980. Le cinquième morceau de l'album, Someday, contient des éléments de rockabilly et des emboîtements de lignes de guitare, ce dernier élément étant une autre caractéristique récurrente de Is This It. Le magazine The Face note que la chanson évoque le « romantisme épuisé » des Smiths. Alone, Together a un rythme staccato et atteint son apogée avec, d'abord, un solo de guitare, puis la répétition du hook de guitare au centre du morceau. Last Nite est aussi une chanson où prédomine la guitare, mais elle penche également vers la pop. Au cœur du morceau, on trouve des lignes de guitare rythmique jouées par Albert Hammond Jr. qui semblent être inspirées par le reggae. Sur Soma comme sur Hard to Explain, on constate l'utilisation de techniques de compression et d'égalisation pour rapprocher le son de la batterie de celui d'une boîte à rythmes. Trying Your Luck est le morceau le plus doux de l'album avec la voix mélancolique de Casablancas. Le dernier morceau, Take It or Leave It, est la seule chanson où Albert Hammond Jr. utilise le micro chevalet de sa guitare Fender Stratocaster.

### Pochette
L'artwork de Is This It est réalisé par Colin Lane et présente la photo d'une main gantée de cuir posée sur une fesse et une hanche de femme nue. Le modèle ayant posé se trouve être sa fiancée, après qu'elle est sortie nue d'une douche, ce qui explique que la séance photo a eu lieu de manière spontanée. Le photographe explique qu'un styliste avait laissé ce gant chez lui et indique avoir réalisé une dizaine de clichés sans avoir d'inspiration en tête, en voulant juste faire une photo sexy. La pochette figure dans l'ouvrage The Greatest Album Covers of All Time dans lequel Grant Scott, un des rédacteurs du livre, relève l'influence des travaux de Helmut Newton et de Guy Bourdin. Le livret qui accompagne l'album contient des portraits des membres du groupe, de Gordon Raphael, de Ryan Gentles et de JP Bowersock, tous photographiés par Lane.
Pour la sortie américaine, la pochette est remplacée par une illustration inspirée d'images microscopiques de collision de particules. Julian Casablancas aurait souhaité que cette pochette soit mondialement utilisée, mais la photo de Colin Lane était déjà partie à l'impression. Le changement de pochette serait dû à la peur de contestations venant du conservatisme de l'industrie du disque ainsi que du lobby de la droite américaine.

## Réception

### Commerciale
Is This It est un succès commercial au Royaume-Uni. Une semaine après sa sortie, l'album se place deuxième de l'UK Albums Chart avec 48 393 exemplaires vendus et y reste jusqu'à la fin de l'année ; c'est le 71e album le plus vendu pour l'année 2001 et il est certifié disque d'or par la British Phonographic Industry. Aux États-Unis, Is This It entre au Billboard 200 à la 74e position avec 16 000 exemplaires vendus en une semaine. La performance du groupe au Saturday Night Live permet à l'album d'atteindre sa plus haute position dans le Billboard 200, la 33e. L'album est certifié disque d'or aux États-Unis, par la Recording Industry Association of America, en février 2002, et au Canada, par la Canadian Recording Industry Association, en avril. Au cours de l'année 2002, il devient disque de platine au Royaume-Uni et en Australie, avec respectivement 300 000 et 70 000 exemplaires vendus. En octobre, la réédition de l'album avec un DVD bonus provoque une hausse des ventes aux États-Unis, avec une moyenne de 7 000 exemplaires vendus par semaine. Au mois d'octobre 2003, Is This It a passé au total cinquante-huit semaines dans le Billboard 200 depuis sa sortie deux ans plus tôt, avec des ventes atteignant 900 000 exemplaires aux États-Unis et 2 000 000 dans le monde entier. En 2004, l'album devient disque de platine au Canada. Au début de l'année 2006, 600 000 exemplaires ont été vendus au Royaume-Uni et plus d'un million aux États-Unis.
En France, l'album entre à la 19e place dans le Top Album France du 27 août 2001, son meilleur classement, et y reste pendant neuf semaines.

#### Classements
| Classement musical                 | Meilleure position |
| ---------------------------------- | ------------------ |
| Allemagne (Media Control AG)       | 28                 |
| Australie (ARIA)                   | 5                  |
| Autriche (Ö3 Austria Top 40)       | 35                 |
| Belgique (Flandre Ultratop)        | 47                 |
| États-Unis (Billboard 200)         | 33                 |
| Finlande (Suomen virallinen lista) | 23                 |
| France (SNEP)                      | 19                 |
| Norvège (VG-lista)                 | 2                  |
| Nouvelle-Zélande (RIANZ)           | 23                 |
| Pays-Bas (Mega Album Top 100)      | 54                 |
| Royaume-Uni (UK Albums Chart)      | 2                  |
| Suède (Sverigetopplistan)          | 3                  |
| Suisse (Schweizer Hitparade)       | 86                 |

| Classement musical             | Meilleures positions de Hard to Explain | Meilleures positions de Last Nite | Meilleures positions de Someday |
| ------------------------------ | --------------------------------------- | --------------------------------- | ------------------------------- |
| Australie (ARIA)               | *                                       | 47                                | *                               |
| États-Unis (US Modern Rock)    | 27                                      | 5                                 | 17                              |
| Pays-Bas (Single Top 100)      | *                                       | *                                 | 84                              |
| Royaume-Uni (UK Singles Chart) | 16                                      | 14                                | 27                              |
| Suède (Sverigetopplistan)      | 56                                      | *                                 | *                               |

#### Certifications
| Pays        | Ventes      | Certifications |
| ----------- | ----------- | -------------- |
| Australie   | 70 000 +    | Platine        |
| Canada      | 100 000 +   | Platine        |
| Danemark    | 20 000 +    | Platine        |
| États-Unis  | 1 000 000 + | Platine        |
| Japon       | 100 000 +   | Or             |
| Royaume-Uni | 600 000 +   | 2 × Platine    |
| Suède       | 80 000 +    | Platine        |

### Critique
Is This It a été unanimement salué par la critique : le site Metacritic lui attribue une note de 91 sur un total de 100, basée sur vingt-six chroniques parues dans la presse spécialisée. Dans le mensuel français Magic, Philippe Richard note qu'« il est pratiquement impossible de résister à la moindre de ces onze chansons » et évoque un mélange entre « la classe de Wire », « la folie de Johnny Thunders et le sens mélodique de Chris « Blondie » Stein ». Il ajoute que le groupe « a retrouvé le secret du brûlot pop punk » mais que les membres doivent « faire attention » car « comme ils sont tout de même un peu trop parfaits, personne ne les loupera au moindre signe de défaillance ». Pour Volume, Is This It « a le génie de marier caresses pop et foudres rock » et remet « au goût du jour les rythmes dingos des Feelies et le phrasé narcotique de Lou Reed ». Libération évoque également l'influence de Lou Reed, et plus largement du Velvet Underground, mais aussi celle des New York Dolls, des Clash et des Pixies. Le quotidien Le Monde évoque quant à lui « le panache, l'urgence, le sex-appeal des refrains ». Le NME décerne à l'album sa note la plus élevée et considère The Modern Age « comme le meilleur premier single depuis environ un million d'années ». Il élève par ailleurs le groupe au rang de « sauveurs du rock »,.
Is This It a été nommé meilleur album de 2001 par Billboard, Entertainment Weekly, NME, Playlouder et le Time. Il figure également dans le haut des classements du Herald (deuxième), du Mojo (troisième), du New York Times (cinquième), du Rolling Stone et des Inrockuptibles (huitième) et de Pitchfork (quinzième). En 2002, l'album reçoit le NME Award du meilleur album, en plus de la récompense de « Meilleur groupe » pour les Strokes, ainsi que le prix international du meilleur album aux Meteor Music Awards.

### Controverses

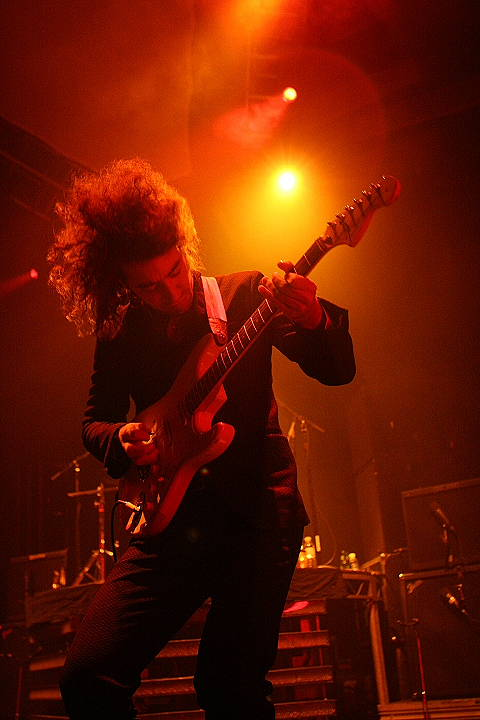
Le guitariste Albert Hammond Jr. rencontre Julian Casablancas à l'Institut Le Rosey, un prestigieux internat suisse.

L'image de « sauveurs du rock », utilisée par le NME, a été remise en question notamment du fait que deux des membres du groupe, Julian Casablancas et Albert Hammond Jr., se soient rencontrés dans un prestigieux internat suisse,. De plus, Julian Casablancas étant le fils de John Casablancas, fondateur de l'agence de mannequins Elite, les membres sont qualifiés par certains comme « des gosses de riches purs et durs », réalité qui contraste avec l'image de « petites frappes » qui prévaut sur les photos du groupe. La substitution du morceau New York City Cops par When It Started à la suite des attentats du 11 septembre 2001, voulue par le groupe lui-même et non la maison de disques, montre également que les rockeurs sont finalement de « gentils garçons ». Gilles Verlant et Thomas Caussé constatent que « leur rébellion est sans doute une pose, comme leurs moues boudeuses », mais que cela n'enlève rien à leur talent.
Au-delà du style, ce sont les performances scéniques qui laissent à désirer. La majorité des titres joués restent identiques à leur version studio et les membres communiquent peu avec leur public et manquent de dynamisme. Leur performance à la Mutualité, le 18 mars 2002, ne dépasse pas cinquante minutes, sans rappel, faisant dire à certains journalistes que « les Strokes ne sont pas les rois de la scène ». En effet, même Steve Ralbovsky, l'homme qui plus tard les fait signer sur le label RCA, sort sceptique de deux concerts donnés au Mercury Lounge et précise qu'ils lui rappellent fortement des groupes qu'il a pu voir au Max's Kansas City à la fin des années 1970.
Par ailleurs, Albert Hammond Jr. reconnaît lui-même que, bien que l'album soit certifié disque d'or assez rapidement, en février 2002, les ventes aux États-Unis n'ont pas totalement été à la hauteur de leurs espérances. Selon Ryan Gentles, le manager du groupe, cela pourrait être dû à des décisions discutables en termes de promotion, notamment lorsque les Strokes ont refusé de partager la scène avec les Hives et les Vines lors des MTV Video Music Awards de 2002. Julian Casablancas justifie cette décision par le fait qu'ils ne sont pas dans le même genre musical et précise que cela n'a rien de personnel.
D'un point de vue médiatique, c'est le dithyrambe autour de l'album qui est parfois montré du doigt, notamment à la suite de la formule du NME. Gilles Verlant et Thomas Caussé jugent que la sortie de l'album est précédée par une « campagne médiatique très hype » tandis que, pour Libération, c'est la énième fois que la presse anglo-saxonne encense un groupe supposé bouleverser l'histoire du rock. De plus, certains rappellent que le rock n'a pas attendu Is This It pour exister : Blur et Oasis ont été les porte-étendards du genre dans les années 1990 et The White Stripes ont déjà sorti trois albums avant Is This It,.
Dans un article intitulé « Comment Is This It des Strokes a changé la musique pour le pire », John Doran utilise une anagramme pour parodier le titre de l'album en It Is Shit, dont la traduction littérale est « C'est de la merde ». Il ajoute que le groupe ressemble à Suicide mais sans la mort, au Velvet Underground mais sans le sado-masochisme, à Television mais sans la technique. Selon lui, l'album n'est pas « totalement affligeant » : le seul morceau qui rattrape un peu l'ensemble est Hard to Explain, mais même celui-ci aurait du mal à figurer sur la version finale de l'album Turn on the Bright Lights de Interpol, qu'il juge « largement supérieur », un an plus tard. Last Nite est plutôt bon aussi, mais l'auteur préférait quand ce morceau s'appelait Americain Girl et était enregistré en 1977 par Tom Petty. Par ailleurs, selon Tom Petty lui-même, les Strokes avouent s'être inspirés de ce morceau pour composer Last Nite. De plus, John Doran considère que Is This It a eu une influence néfaste double. Premièrement, il ouvre les portes à des groupes d'arena rock, c'est-à-dire qui composent des hymnes à reprendre en chœur, notamment, lors d’évènements sportifs, et qui privilégient le style au contenu. John Doran inclut les Kings of Leon, Black Rebel Motorcycle Club et les Killers dans ce genre de groupes qui font, selon lui, de la musique rock formatée pour une consommation de masse. Deuxièmement, Is This It relègue la musique à une moindre importance, derrière le style vestimentaire notamment. Ainsi, des formations à « l'imbécilité suffisante » telles que Razorlight ou Dirty Pretty Things monopolisent l'attention au détriment de « grands groupes » new-yorkais comme Liars ou Black Dice. John Doran conclut en écrivant qu'il faut attendre 2007 et la sortie de Sound of Silver de LCD Soundsystem pour que la fierté musicale de New York soit restaurée.

## Postérité

### Distinctions
Malgré ces controverses, l'album est considéré comme une œuvre majeure des années 2000. Pour le NME, Is This It est le meilleur album sur cette décennie, devant Up the Bracket des Libertines. Pour Rolling Stone et les Inrockuptibles, Is This It se classe deuxième au classement des 100 meilleurs albums des années 2000, devancé dans un cas par Kid A de Radiohead et par Funeral d'Arcade Fire dans l'autre. Pour Pitchfork, l'album occupe la septième place. Deux titres de l'album figurent également dans le « Top 500 des meilleurs morceaux des années 2000 » de Pitchfork : il s'agit de Someday (53e) et de The Modern Age (135e).
L'importance de l'album est reconnue comme allant au-delà de la décennie 2000-2009. Pour Rolling Stone, Is This It est au 199e rang des 500 plus grands albums de tous les temps, classement datant de 2003. De plus, le single Last Nite figure dans le classement des 500 plus grandes chansons de tous les temps, toujours selon Rolling Stone, à la 478e place. Pour le magazine Volume, Is This It fait partie des « 200 disques qui ont changé le rock ». En 2006, l'Observer place l'album à la 48e position des « 50 albums qui ont changé la musique », ce qui en fait la seule œuvre des années 2000 à figurer dans ce classement. Le disque est également présent dans « la discothèque idéale » de Philippe Manœuvre, faisant ainsi partie des 101 disques qui ont changé le monde selon le journaliste. Il considère l'album comme un recueil de « chansons colériques » et « nerveuses », mené par « des singles très frais ». Gilles Verlant et Thomas Caussé le font également figurer parmi leur Discothèque parfaite de l'odyssée du rock en précisant que « Is This It regorge de refrains instantanés » et de « mélodies familières ». De même, on retrouve l'album parmi les « 1000 albums à écouter avant de mourir » publié par le Guardian et dans Les 1001 albums qu'il faut avoir écoutés dans sa vie de Robert Dimery. Spin considère Is This It comme le 100e plus grand album sur la période 1985-2005. Par ailleurs, la pochette figure aussi dans l'ouvrage The Greatest Album Covers of All Time de Barry Miles, Grant Scott et Johnny Morgan.
Les morceaux Hard to Explain, Last Nite, New York City Cops et Someday se distinguent par leur présence dans plusieurs classements,,,,.
| Auteur ou Périodique            | Pays        | Classement                                                | Année | Position |
| ------------------------------- | ----------- | --------------------------------------------------------- | ----- | -------- |
| Robert Dimery                   | États-Unis  | 1 001 albums à écouter avant de mourir                    | 2006  | *        |
| Entertainment Weekly            | États-Unis  | Les 100 meilleurs albums de 1983 à 2008                   | 2007  | 34       |
| The Guardian                    | Royaume-Uni | 1 000 albums à écouter avant de mourir                    | 2007  | *        |
| Les Inrockuptibles              | France      | Les 100 meilleurs albums de la décennie                   | 2010  | 2        |
| Philippe Manœuvre               | France      | 101 disques qui ont changé le monde                       | 2005  | *        |
| NME                             | Royaume-Uni | Les 100 meilleurs albums de la décennie                   | 2009  | 1        |
| NME                             | Royaume-Uni | Les 100 meilleurs albums de tous les temps                | 2003  | 7        |
| NME                             | Royaume-Uni | Les 500 plus grands albums de tous les temps              | 2013  | 4        |
| NPR                             | États-Unis  | Les 50 enregistrements les plus importants de la décennie | 2009  | *        |
| The Observer                    | Royaume-Uni | Les 50 albums qui ont changé la musique                   | 2006  | 48       |
| Pitchfork                       | États-Unis  | Les 200 meilleurs albums de la décennie                   | 2009  | 7        |
| Q                               | Royaume-Uni | Les 100 plus grands albums de tous les temps              | 2006  | 26       |
| Rolling Stone                   | États-Unis  | Les 100 meilleurs albums de la décennie                   | 2009  | 2        |
| Rolling Stone                   | États-Unis  | Les 500 plus grands albums de tous les temps              | 2003  | 199      |
| Spin                            | Royaume-Uni | Les 100 meilleurs albums de 1985 à 2005                   | 2005  | 100      |
| Uncut                           | Royaume-Uni | Les 150 meilleurs album de la décennie                    | 2009  | 5        |
| Gilles Verlant et Thomas Caussé | France      | Les 200 meilleurs albums de l'histoire du rock            | 2009  | *        |
| Volume                          | France      | Les 200 disques qui ont changé le rock                    | 2008  | *        |

### Héritage
Is This It est globalement considéré comme l'album marquant le retour de la musique rock au début des années 2000. Il signe « le début d'une nouvelle explosion rock » et déclenche une certaine réhabilitation du genre. Le succès critique et commercial de l'album incite les maisons de disques à ouvrir leurs portes à d'autres groupes de rock, alors que l'industrie musicale était dominée à la fin des années 1990 par le hip-hop et les musiques électroniques, avec le succès de Daft Punk ou Moby. Ainsi, de nombreux groupes vont prendre le sillon creusé par les Strokes. C'est le cas des Libertines, dont l'album Up the Bracket est également considéré comme une œuvre majeure de la décennie 2000. Annoncés comme « la réponse britannique aux Strokes », les Libertines avouent eux-mêmes que ce sont les Strokes qui « ont rendu tout cela possible ». Pour The Observer, sans Is This It, une bonne partie des héritiers des Strokes - comme Franz Ferdinand ou les Libertines - n'auraient pas eu le succès qu'ils ont eu. Pour Rolling Stone, l'album a déclenché une « révolte » en Grande-Bretagne menée par les Libertines et les Arctic Monkeys, tout en répandant son influence aux États-Unis avec le succès de groupes comme Kings of Leon. Jared Followill, le bassiste de ce dernier, souligne par ailleurs que Is This It a été une des principales raisons pour lesquelles il a voulu entrer dans un groupe et ajoute qu'une des premières lignes de basse qu'il ait apprise était celle de la chanson homonyme à l'album. Quant à Alex Turner, le chanteur des Arctic Monkeys, il reconnaît avoir écouté Is This It en boucle au collège, tout en essayant ne pas enregistrer de morceaux trop semblables à ceux de l'album, car c'est déjà ce que faisaient de nombreux groupes. Il ajoute que son morceau préféré est probablement Trying Your Luck. Le disque a également facilité le succès d'autres groupes comme les Killers, les Black Keys, les Vines, Queens of the Stone Age, les Hives ou encore les White Stripes. En France, ce retour du rock, amorcé par Is This It, donne naissance aux groupes surnommés les « bébés rockeurs », avec Naast, BB Brunes ou Les Shades.

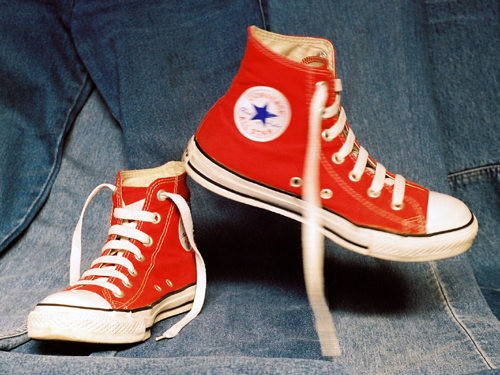
Les chaussures Converse bénéficient du phénomène de retour du rock.

Le rock fait également son retour dans le domaine de la mode. Converse, « au bord de la faillite début 2000 », bénéficie de ce phénomène avec le succès de sa collection Chuck Taylor All Star dont Julian Casablancas est l'égérie en 2008 aux côtés de Santigold et Pharrell Williams. Philippe Manœuvre résume l'impact de Is This It sur la mode en disant que « si le disque n'a pas changé votre vie, au moins il a changé vos baskets ». La marque Fred Perry s'associe également à certains groupes de rock, tandis que H&M s'empare du phénomène avec une collection de t-shirts en hommage aux Ramones et au Clash.

### Reprises

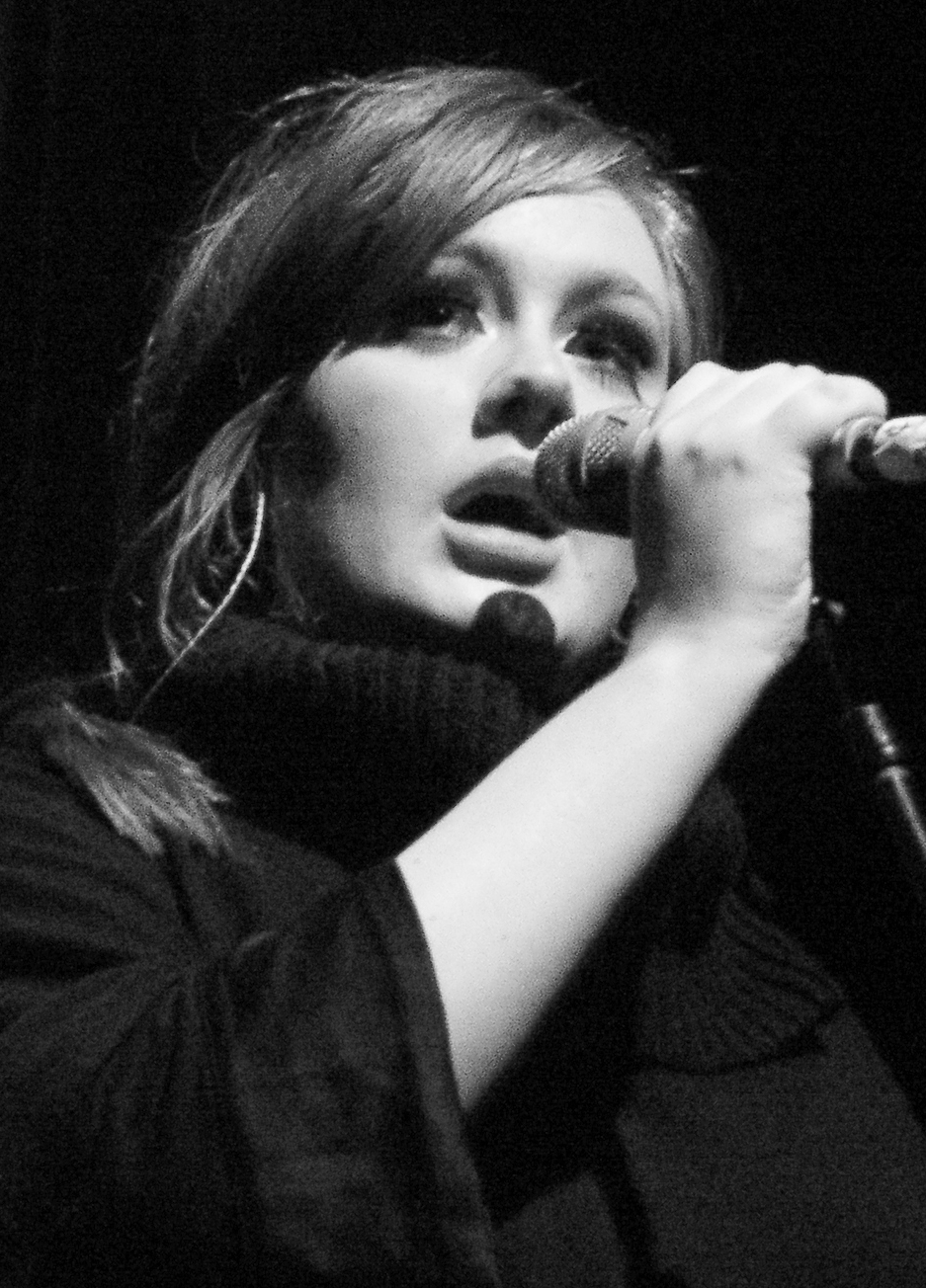
La chanteuse Adele reprend Last Nite lors d'un enregistrement pour la BBC Radio 1.

L'album fait également l'objet de reprises. Peu après sa sortie, Is This It est parodié par un groupe, The Diff'rent Strokes, dont la véritable identité est encore inconnue. Le nom du groupe est une référence à la série télévisée Arnold et Willy dont le titre original est Diff'rent Strokes. Le groupe sort un EP de quatre titres, This Isn't It, sur le label Guided Missile Recordings, sur lequel sont repris les morceaux Last Nite, Hard to Explain, The Modern Age et la chanson homonyme Is This It. La particularité de ces reprises est qu'elles sont instrumentales. La parodie va au-delà des morceaux et des noms puisque la photo de Colin Lane en couverture est également parodiée avec des mannequins en plastique, faisant penser à des figurines Playmobil.
En 2002, c'est Ryan Adams qui reprend l'album avec une version plus blues enregistrée sur un quatre pistes. Malgré l'engouement des fans et du guitariste Albert Hammond Jr. qui a déclaré qu'il adorerait entendre cette version, l'album n'a pas été commercialisé. Une version de Last Nite enregistrée lors d'un concert circule néanmoins sur Internet. En 2010, le Vitamin String Quartet publie l'album Vitamin String Quartet Performs the Strokes, qui contient sept reprises classiques de morceaux extraits des trois albums publiés alors par les Strokes. Sur ces sept reprises, quatre proviennent de Is This It : Hard to Explain, Is This It, Last Nite et New York City Cops. Les autres morceaux repris sont 12:51 et Reptilia de Room on Fire et Juicebox de First Impressions of Earth.
En 2011, le blog Stereogum propose en téléchargement gratuit un album hommage à Is This It pour en célébrer le dixième anniversaire, notamment avec la participation de Peter Bjorn and John, Austra, Real Estate et Owen Pallett. La même année, toujours pour célébrer les dix ans de l'album, le site internet brésilien Rock'n'Beats publie également un album hommage, Is This Indie, disponible en streaming. Chaque morceau est repris par un groupe ou un artiste brésilien.
Le morceau Last Nite est l'objet de nombreuses reprises. En 2003, les Detroit Cobras se prêtent à l'exercice sur la compilation Stop Me if You Think You've Heard This One Before... publiée par Rough Trade. La même année, la chanteuse américaine Vitamin C publie une reprise de Last Nite en single. En 2007, le groupe The Jumbonics intègre sur son album Talk to the Animals une adaptation aux accents soul et funk. En 2008, Adele reprend le morceau lors d'un enregistrement pour la BBC Radio 1. Le rappeur Pigeon John effectue également une adaptation à la guitare acoustique lors d'un enregistrement à la station de radio australienne Triple J. Par ailleurs, le morceau est également samplé sur Angry White Boy Polka de « Weird Al » Yankovic et Rosa du groupe brésilien de Tecno-brega Banda Uó. En 2019, le groupe BB Brunes donne sa version du morceau pour Konbini, en adaptant les textes originaux en français.
Au-delà de la reprise de Last Nite, la compilation Stop Me if You Think You've Heard This One Before... contient une reprise de Is This It par le groupe canadien Royal City. Lors d'un concert à Brooklyn en mai 2013, les Killers reprennent également, pendant une minute, le morceau Is This It. The Modern Age est repris par Jeffrey Lewis, en 2002, en tant que face B de son single Back When I Was 4 tandis que, en 2013, Azealia Banks publie sa version de Barely Legal. Le morceau Someday est quant à lui samplé sur When I'm Bigger de Rizzle Kicks et sur Devil's Pie de Rhymefest. En 2017, le rappeur Lomepal reprend également ce titre pour l'émission de télévision Monte le son !. Le premier album du groupe français Les Shades, Le Meurtre de Vénus, contient une reprise de Hard To Explain en titre bonus. En 2007, sur le plateau de Taratata, les Arctic Monkeys reprennent le morceau Take It or Leave It. En 2018, le groupe récidive sur scène en reprenant le morceau titre de l'album.

## Pistes
Paroles et musique par Julian Casablancas.
| No  | Titre                                             | Durée |
| --- | ------------------------------------------------- | ----- |
| 1.  | Is This It                                        | 2:35  |
| 2.  | The Modern Age                                    | 3:32  |
| 3.  | Soma                                              | 2:37  |
| 4.  | Barely Legal                                      | 3:58  |
| 5.  | Someday (single)                                  | 3:07  |
| 6.  | Alone, Together                                   | 3:12  |
| 7.  | Last Nite (single)                                | 3:17  |
| 8.  | Hard to Explain (single)                          | 3:47  |
| 9.  | New York City Cops (When It Started (USA) - 2:57) | 3:36  |
| 10. | Trying Your Luck                                  | 3:27  |
| 11. | Take It or Leave It                               | 3:16  |

Le morceau When It Started, qui remplace New York City Cops sur la version américaine, est présent sur la bande son du film Spider-Man réalisé par Sam Raimi de 2002. On retrouve donc le morceau sur l'album Music from and Inspired by Spider-Man.
En octobre 2002, l'album est réédité avec un DVD supplémentaire contenant les vidéoclips des trois singles, ainsi que deux performances scéniques de New York City Cops et de The Modern Age enregistrées pour la chaîne MTV2.

## Crédits
| The Strokes - Julian Casablancas : chant - Nikolai Fraiture : basse - Albert Hammond Jr. : guitare - Fabrizio Moretti : batterie - Nick Valensi : guitare | - JP Bowersock : consultant - Greg Calbi : matriçage - Colin Lane : photographie, artwork (hors édition américaine) - Organisation européenne pour la recherche nucléaire (CERN) : artwork de l'édition américaine - Gordon Raphael : production, mixage |

### Ouvrages
- (en) Martin Roach, This is It...The First Biography of The Strokes, Omnibus Press, juin 2003, 96 p. (ISBN 0-711-99601-6)

1. ↑  Roach 2003, p. 68
2. 1 2  Roach 2003, p. 70
3. ↑  Roach 2003, p. 71
4. ↑  Roach 2003, p. 32
5. 1 2 3 4  Roach 2003, p. 77
6. ↑  Roach 2003, p. 76
7. 1 2  Roach 2003, p. 33

- Autres ouvrages

1. 1 2 3 4  Gilles Verlant et Thomas Caussé, La Discothèque parfaite de l'odyssée du rock, Presses de la Cité, 2009 (ISBN 2-2580-8007-X), p. 217
2. 1 2 3  Philippe Manœuvre, La Discothèque rock idéale, Albin Michel, 2005 (ISBN 2-226-15209-1), p. 209
3. 1 2  Robert Dimery, Les 1001 albums qu'il faut avoir écoutés dans sa vie, Flammarion, 2006 (ISBN 2-0820-1539-4)
4. ↑  Gilles Verlant et Thomas Caussé, La Discothèque parfaite de l'odyssée du rock, Presses de la Cité, 2009 (ISBN 2-2580-8007-X), p. 247

### Articles de presse
1. 1 2 3 4  « Les 100 meilleurs albums des années 2000 », Les Inrocks 2,‎ 2010, p. 22-24
2. ↑  (en) Shelly Ridenour, « Stroke It », CMJ New Music Monthly,‎ octobre 2001, p. 68
3. ↑  (en) Geoff Mayfield, « Over The Counter Billboard », Billboard,‎ 9 février 2002, p. 57
4. 1 2 3  Bruno Juffin, « Les 200 disques qui ont changé le rock », Volume,‎ juillet-août 2008, p. 81
5. 1 2 3 4 5 6 7  « Les 100 meilleurs albums des années 2000 », Les Inrocks 2,‎ 2010, p. 6-7

### Autres sources
1. 1 2 3  (en) Jenny Eliscu, « The Strokes of genius », sur www.rollingstone.com, 11 avril 2002 (version du 2 avril 2010 sur Internet Archive)
2. 1 2 3 4 5  (en) Jonathan Garrett, « This Is It: Ten Years of the Strokes », sur pitchfork.com (consulté le 19 janvier 2014).
3. 1 2 3 4 5 6 7  Valli, « Pop, etc. : The Strokes - Is This It », sur franceinter.fr, 10 septembre 2011 (consulté le 19 mai 2013).
4. 1 2 3 4 5 6 7  (en) Richard Buskin, « Different Strokes - Gordon Raphael : Producing The Strokes », sur soundonsound.com (consulté le 20 mai 2013).
5. ↑  (en) « The Strokes 'explains' all! », sur nme.com, 27 avril 2001 (consulté le 20 mai 2013).
6. ↑  (en) « Different Strokes - SOON! », sur nme.com, 15 mai 2001 (consulté le 20 mai 2013).
7. ↑  (en) « Strokes Liverpool gig postponed », sur nme.com, 22 juin 2001 (consulté le 20 mai 2013).
8. ↑  (en) « Strokes come to T », sur nme.com, 5 juillet 2001 (consulté le 20 mai 2013).
9. ↑  (en) Eric Schumacher-Rasmussen, « Dave Matthews Band, Strokes, Sheryl Crow Rethink Their Music », sur mtv.com, 21 septembre 2001 (consulté le 20 mai 2013).
10. ↑  (en) « Interviews – Juice Magazine September 2001 », sur shesfixingherhair.co.uk (consulté le 10 janvier 2014).
11. 1 2 3  (en) « Interviews – The Face 2001 : The Band Who Fell To Earth », sur shesfixingherhair.co.uk (consulté le 10 janvier 2014).
12. ↑  (en) « Interviews – NME May 2001 : THE STROKES – WHY NEW YORK’S FINEST WILL CHANGE YOUR LIFE – FOREVER! », sur shesfixingherhair.co.uk (consulté le 10 janvier 2014).
13. ↑  (en) « Is This It Review », sur ultimare-guitar.com, 1er décembre 2008 (consulté le 10 janvier 2014).
14. ↑  (en) « The Strokes' 'Is This It' cover model revealed », sur nme.com, 28 janvier 2008 (consulté le 20 mai 2013).
15. ↑  (en) « Colin Lane Photography - Music : Album », sur colinlane.com (consulté le 20 mai 2013).
16. ↑  (en) Chris Willman, « Tenacious D's Date with Spike Jonze », sur ew.com, 14 septembre 2001 (consulté le 20 mai 2013).
17. 1 2  (en) « Strokes take poll position on albums chart », sur musicweek.com, 9 janvier 2006 (consulté le 1er juillet 2013).
18. ↑  (en) Joe D'Angelo, « Outkast Reclaim The Throne; Strokes Make Big Debut On Albums Chart », sur mtv.com, 5 novembre 2011 (consulté le 1er juillet 2013).
19. ↑  (en) « ARIA Charts - Accreditations - 2002 Album », sur aria.com (consulté le 1er juillet 2013).
20. ↑  (en) Joe D'Angelo, « Elvis, Stones Top Billboard Albums Chart: What Year Is This? », sur mtv.com, 9 octobre 2002 (consulté le 1er juillet 2013).
21. ↑  « The Strokes - Is This It », sur chartsinfrance.net (consulté le 18 août 2013).
22. ↑  (de) Charts.de – The Strokes – Is This It. GfK Entertainment. PhonoNet GmbH.
23. ↑  (en) Australian-charts.com – The Strokes – Is This It. ARIA Top 50 album. Hung Medien.
24. ↑  (de) Austriancharts.at – The Strokes – Is This It. Ö3 Austria Top 40. Hung Medien.
25. ↑  (nl) Ultratop.be – The Strokes – Is This It. Ultratop 200 albums. Ultratop et Hung Medien / hitparade.ch.
26. ↑  (en) « Is This It, The Strokes, Awards », sur allmusic.com (consulté le 3 janvier 2014).
27. 1 2 3  « The Strokes - Is This It (album) », sur lescharts.com (consulté le 3 janvier 2014).
28. ↑  « Détail des albums - The Strokes », sur infodisc.fr (consulté le 3 janvier 2014).
29. ↑  (en) Charts.org.nz – The Strokes – Is This It. RIANZ. Hung Medien.
30. ↑  (nl) Dutchcharts.nl – The Strokes – Is This It. Mega Album Top 100. Hung Medien.
31. ↑  (en) « The Strokes Albums », sur chartarchive.org (consulté le 3 janvier 2014).
32. ↑  (en) Swisscharts.com – The Strokes – Is This It. Schweizer Hitparade. Hung Medien.
33. ↑  « lescharts.com - The Strokes - Last Nite », sur lescharts.com (consulté le 5 janvier 2014).
34. ↑  (en) « The Strokes - Chart History », sur billboard.com (consulté le 5 janvier 2014).
35. ↑  « lescharts.com - The Strokes - Someday », sur lescharts.com (consulté le 5 janvier 2014).
36. ↑  (en) « STROKES - Artists - Official Charts », sur officialcharts.com (consulté le 5 janvier 2014).
37. ↑  « lescharts.com - The Strokes - Hard to Explain », sur lescharts.com (consulté le 5 janvier 2014).
38. ↑  (en) « Aria Charts - Accreditation - 2002 Albums », sur aria.au (consulté le 3 janvier 2014).
39. ↑  (en) « Gold and Platinum Search », sur musiccanada.com (consulté le 3 janvier 2014).
40. ↑  (da) « Certificeringer », sur ifpi.dk (consulté le 1er mai 2018).
41. ↑  (en) « Gold and Platinum Searchable Database », sur riaa.com (consulté le 3 janvier 2014).
42. ↑  (ja) « Gold Disc Certification », sur riaj.or.jp (consulté le 29 avril 2019).
43. ↑  (en) « Certified Awards », sur bpi.co.uk (consulté le 3 janvier 2014).
44. ↑  (sv) « "Guld- och Platinacertifikat − År 2003" », sur ifpi.se (version du 16 juin 2011 sur Internet Archive)
45. 1 2  (en) « Critic Reviews for Is This It », sur Metacritic, CBS Interactive (consulté le 7 janvier 2014).
46. ↑  (en) « Is This It - The Strokes », sur allmusic.com (consulté le 13 janvier 2012).
47. ↑  (en) Robert Christgau, « Robert Christgau: CG: The Strokes », sur robertchristgau.com (consulté le 13 janvier 2012).
48. ↑  (en) David Browne, « Is This It Review », sur http://www.ew.com, 24 septembre 2001 (consulté le 8 janvier 2014).
49. 1 2 3  Philippe Richard, « The Strokes Chronique de l'album Is This It », sur magicrpm.com (consulté le 13 janvier 2011).
50. ↑  Frédéric Regent, « Chronique de Is this it » [archive du 15 juin 2013], sur music-story.com (consulté le 7 janvier 2013).
51. ↑  (en) John Robinson, « NME Album Reviews - The Strokes - Is This It », sur nme.com, 12 septembre 2005 (consulté le 13 janvier 2012).
52. ↑  (en) Ryan Schreiber, « The Strokes: Is This It », sur pitchfork.com, 14 octobre 2001 (consulté le 13 janvier 2012).
53. ↑  « Les étoiles du mois, Rock And Folk numéro 409 », sur http://www.rocknfolk.com (consulté le 7 janvier 2014).
54. ↑  (en) « The Strokes - Is This It »(Archive.org • Wikiwix • Archive.is • Google • Que faire ?), sur rollingstone.com (consulté le 13 janvier 2012).
55. 1 2  Gilles Renault, « Cinq garçons dans le vent », sur liberation.fr, 24 août 2001 (consulté le 9 juin 2013).
56. 1 2 3  Stéphane Davet, « L'urgence adolescente des Strokes », sur www.lemonde.fr, 31 août 2001 (version du 15 novembre 2001 sur Internet Archive)
57. ↑  (en) Jon Pareles, « The Year in Classical Music: The Critics' Choices; Music's Raw Power, Both Old and Young », sur nytimes.com, 23 décembre 2001 (consulté le 9 juin 2013).
58. ↑  « Les 50 meilleurs albums de 2001 pour les inrockuptibles », sur verolard.wordpress.com, 14 décembre 2009 (consulté le 9 juin 2013).
59. ↑  (en) « Top 20 Albums of 2001 », sur pitchfork.com, 1er janvier 2002 (consulté le 9 juin 2013).
60. ↑  (en) « The Strokes rock NME Awards », sur news.bbc.co.uk, 25 février 2002 (consulté le 9 juin 2013).
61. ↑  (en) « Meteor Ireland Music Awards Past Winners », sur meteor.ie (consulté le 9 juin 2013).
62. 1 2 3 4  Gilles Renault, « The Strokes, après la bataille », sur libération.fr, 18 mars 2002 (consulté le 10 juin 2013).
63. ↑  Inês d'Almeÿ, « THE STROKES - concert à la Mutualité, 18/03/2002 »(Archive.org • Wikiwix • Archive.is • Google • Que faire ?), sur popnews.com, 27 mars 2002 (consulté le 19 janvier 2014).
64. ↑  « Critique de concert The Strokes », sur concertandco.com, 19 mars 2002 (consulté le 19 janvier 2014).
65. ↑  « The Strokes @ La Mutualité – 18 mars 2002 », sur indiepoprock.fr, 18 mars 2002 (consulté le 19 janvier 2014).
66. 1 2  (en) John Doran, « How The Strokes ‘Is This It’ Changed Music For The Worse », sur www.nme.com, 28 juillet 2011 (version du 5 août 2011 sur Internet Archive)
67. ↑  Andy Greene, « Tom Petty Doubts Chili Peppers Similarity Had "Negative Intent" », 28 juin 2006 (consulté le 27 janvier 2014).
68. 1 2 3  (en) « THE TOP 100 GREATEST ALBUMS OF THE DECADE », sur nme.com, 18 novembre 2009 (consulté le 27 juillet 2013).
69. 1 2 3  (en) « 100 Best Albums of the 2000s - 2 », sur rollingstone.com (consulté le 27 juillet 2013).
70. 1 2  (en) « Staff Lists - The Top 200 Albums of the 2000s: 20-1 », sur pitchfork.com, 2 octobre 2009 (consulté le 27 juillet 2013).
71. ↑  (en) « Staff Lists - The Top 500 Tracks of the 2000s: 100-51 », sur pitchfork.com, 19 août 2009 (consulté le 27 juillet 2013).
72. 1 2  (en) « The 500 Greatest Albums of All Time », sur rollingstone.com (consulté le 28 juillet 2013).
73. ↑  (en) « 500 Greatest songs of all time », sur rollingstone.com (consulté le 28 juillet 2013).
74. 1 2 3  (en) « The 50 albums that changed music », sur guardian.co.uk (consulté le 28 juillet 2013).
75. 1 2  (en) « 1000 albums to hear before you die », sur guardian.co.uk, 29 novembre 2007 (consulté le 28 juillet 2013).
76. 1 2  (en) « 100 Greatest Albums, 1985-2005 », sur spin.com, juin 2005 (consulté le 28 juillet 2013).
77. ↑  (en) « The 500 Greatest Songs Of All Time - 500-401 », sur nme.com (consulté le 9 février 2014).
78. ↑  (en) « The 500 Greatest Songs Of All Time - 200-101 », sur nme.com (consulté le 9 février 2014).
79. ↑  (en) « The 500 Greatest Songs Of All Time: 100-1 », sur nme.com (consulté le 9 février 2014).
80. ↑  (en) « 150 best tracks of the past 15 years », sur nme.com (consulté le 28 juillet 2013).
81. ↑  (en) « The 100 best albums from 1983 to 2008 », Entertainment Weekly, 18 juin 2007 (consulté le 4 janvier 2014).
82. ↑  (en) « NME’s 100 Best Albums - 2003 », sur rocklistmusic.co.uk (consulté le 10 janvier 2014).
83. ↑  (en) « The 500 Greatest Albums Of All Time: 100-1 », sur nme.com, 25 octobre 2013 (consulté le 10 janvier 2014).
84. ↑  (en) Bob Boilen, « The Decade's 50 Most Important Recordings », sur npr.org, 16 novembre 2009 (consulté le 4 janvier 2014).
85. ↑  (en) « Q Magazine 100 Greatest Albums Ever », sur discogs.com (consulté le 10 janvier 2014).
86. ↑  (en) « Uncut's Albums of the Decade: Part three - The Top 50! », sur uncut.co.uk (consulté le 24 février 2014).
87. ↑  (en) « Kings of Leon's Jared Followill Picks His Favorite Music of the Decade », sur rollingstone.com, 22 décembre 2009 (consulté le 17 août 2013).
88. ↑  (en) « Alex Turner - Why I Love The Strokes' 'Is This It' », sur nme.com, 28 juillet 2011 (consulté le 23 janvier 2014).
89. ↑  « Que deviennent les bébés-rockeurs ? », sur ouest-france.fr (consulté le 17 août 2013).
90. ↑  (en) « Pharell, Santogold, Julian Casablancas united by Converse », sur idolator.com, 15 mai 2008 (consulté le 20 décembre 2012).
91. 1 2  « The Diff’rent Strokes - This Isn’t It Ep (2001) », sur desoreillesdansbabylone.com, 30 juin 2009 (consulté le 11 janvier 2014).
92. ↑  « L’album de reprises des Strokes qui valait 1000 livres », sur lesinrocks.com, 29 avril 2002 (consulté le 11 janvier 2014).
93. ↑  (en) « 10 Things You Never Knew About Ryan Adams », sur clashmusic.com, 22 octobre 2010 (consulté le 11 janvier 2014).
94. ↑  (en) « Ryan Adams - Last Nite (The Strokes cover) Solo Version », sur hypem.com, 13 mai 2011 (consulté le 11 janvier 2014).
95. ↑  (en) « Vitamin String Quartet Online Store », sur vitaminstringquartet.com (consulté le 4 février 2014).
96. ↑  « 'Is This It' réinterprété par Owen Pallett, Real Estate, The Morning Benders, Austra, etc. », sur magicrpm.com, 26 juillet 2011 (consulté le 11 janvier 2014).
97. ↑  (pt) « Is This Indie: bandas brasileiras regravam disco “Is This It”, do Strokes », sur rocknbeats.com.br, 31 octobre 2011 (consulté le 11 janvier 2014).
98. 1 2 3  (en) « Last Nite - The Strokes », sur whosampled.com (consulté le 4 février 2014).
99. ↑  (en) Paul Sullivan, « BBC - Music - Review of Jumbonics - Talk to the Animals », sur bbc.co.uk, 2007 (consulté le 8 février 2014).
100. ↑  (en) « Live Lounge - Adele », sur bbc.co.uk, 23 janvier 2008 (consulté le 8 février 2014).
101. ↑  Pierre Breteau, « Reprises de volée - The Strokes », sur lemouv.fr, 28 janvier 2013 (consulté le 8 février 2014).
102. ↑  Konbini, « BB Brunes - Last Nite (The Strokes cover) », sur youtube.fr, 9 avril 2019 (consulté le 29 juin 2019).
103. ↑  (en) « The Strokes Cover Sing », sur coversproject.com (consulté le 8 février 2014).
104. ↑  (en) Kyle McGovern, « The Killers Cover 'Is This It' on the Strokes' Home Turf », sur spin.com, 20 mai 2013 (consulté le 8 février 2014).
105. ↑  (en) « Jeffrey Lewis's The Modern Age cover of The Strokes's Modern Age », sur whosampled.com (consulté le 8 février 2014).
106. ↑  (en) Claire Lobenfeld, « Azealia Banks – “Barely Legal” (The Strokes Cover) », sur stereogum.com, 28 février 2013 (consulté le 8 février 2014).
107. ↑  (en) « Rizzle Kick's When I'm Bigger sample of The Strokes's Someday », sur whosampled.com (consulté le 8 février 2014).
108. ↑  (en) « Rhymefest's Devil's Pie sample of The Strokes's Someday », sur whosampled.com (consulté le 8 février 2014).
109. ↑  Jean Morel, « Lomepal reprend The Strokes », sur nova.fr, 16 novembre 2017 (consulté le 29 juin 2019).
110. ↑  « Le Meurtre De Vénus (bonus Track Version) », sur chartsinfrance.net (consulté le 18 août 2013).
111. ↑  « ARCTIC MONKEYS : Take it or leave it », sur mytaratata.com, 18 janvier 2008 (consulté le 8 février 2014).
112. ↑  Thomas Ducres, « La reprise du jour : "Is this it" des Strokes par les Arctic Monkeys », sur jack.canal.fr, 26 octobre 2016 (consulté le 29 juin 2019).
113. ↑  (en) « Original Motion Picture Soundtrack - Spider-Man: Music From And Inspired By », sur allmusic (consulté le 8 janvier 2014).
114. ↑  (en) « Strokes, The – Is This It (CD, Album) », sur discogs (consulté le 8 janvier 2014).